# Parexarnis damnata
Parexarnis damnata är en fjärilsart som beskrevs av Max Wilhelm Karl Draudt 1937. Parexarnis damnata ingår i släktet Parexarnis och familjen nattflyn. Inga underarter finns listade i Catalogue of Life.